# Psychoda grisescens
Psychoda grisescens är en tvåvingeart som beskrevs av Tonnoir 1922. Psychoda grisescens ingår i släktet Psychoda och familjen fjärilsmyggor. Inga underarter finns listade i Catalogue of Life.